# Nigeria ai XXIII Giochi olimpici invernali
La Nigeria ha partecipato ai XXIII Giochi olimpici invernali, che si sono svolti dal 9 al 28 febbraio 2018 a PyeongChang in Corea del Sud, con una delegazione composta da 4 atlete. Portabandiera della squadra nel corso della cerimonia di apertura è stata la bobbista Ngozi Onwumere.

## Bob
La Nigeria ha qualificato nel bob un equipaggio nel bob a due femminile in quanto unica rappresentativa appartenente al continente africano, per un totale di tre atlete(*).
| Gara                | Equipaggio                 | 1ª manche | 2ª manche | 3ª manche | 4ª manche | Totale  | Posizione |
| ------------------- | -------------------------- | --------- | --------- | --------- | --------- | ------- | --------- |
| Bob a due femminile | Seun Adigun Ngozi Onwumere | 52"21     | 52"55     | 52"31     | 52"53     | 3'29"60 | 19ª       |

(*) Akuoma Omeoga era presente come riserva.

## Skeleton
La Nigeria ha qualificato nello skeleton un'atleta, nel singolo femminile, in quanto unica rappresentante il continente africano.
| Gara              | Atleta           | 1ª manche | 2ª manche | 3ª manche | 4ª manche | Totale  | Posizione |
| ----------------- | ---------------- | --------- | --------- | --------- | --------- | ------- | --------- |
| Singolo femminile | Simidele Adeagbo | 54"19     | 54"58     | 53"73     | 54"28     | 3'36"78 | 20ª       |